# VM i skak 1975
VM i skak 1975 skulle have været afviklet som en match mellem den regerende verdensmester Bobby Fischer og vinderen af kandidatturneringen Anatolij Karpov, men da Bobby Fischer ikke kunne gå ind på det regelsæt, verdensskakforbundet FIDE havde lagt for kampen, nægtede han at stille op, og Karpov blev erklæret for verdensmester uden kamp.

## Forløbet

### Finalen i kandidatturneringen 1974
Anatolij Karpov var det nye håb fra Sovjetunionen og den, der nød støtte fra officielt hold imod sin landsmand Viktor Kortsjnoj. Karpov havde slået Lev Polugajevskij i kvartfinalen, og stod derefter over for Boris Spasskij som havde tabt verdensmestertitlen til Fischer i 1972. Spasskij var stor favorit, men Karpov vandt. Kortjsnoj havde i mellemtiden gjort det af med den unge brasilianske stjerne Henrique Costa Mecking og eksverdensmester Tigran Petrosian.
Petrosian gik derefter offentligt ud og støttede Karpov. Samtidigt lagde skakforbundet et mere usynligt pres på Kortsjnoj, der bl.a. pludselig ikke kunne finde stærke træningsmodstandere blandt sine landsmænd. Tilsyneladende ønskede skakforbundet, at Karpov som repræsentant for den yngre generation skulle vinde – ikke mindst fordi man mente, at Kortsjnojs generation havde spillet fallit over for Fischer i den forudgående VM-cyklus. Der var derfor lagt op til en bitter strid.
Karpov kom tidligt foran, men Kortsjnoj nåede næsten op, dog for sent til at udligne. Karpov vandt 12½ – 11½. Begivenhederne op til matchen var i øvrigt afgørende for, at Kortsjnoj valgte at hoppe af, hvilket han dog først fik chancen for i 1976.

### Kandidatturneringens tabel
Antal gevinster angivet i parentes.
|  | Kvartfinaler Først til tre gevinster eller bedst af 16 partier | Kvartfinaler Først til tre gevinster eller bedst af 16 partier | Kvartfinaler Først til tre gevinster eller bedst af 16 partier |           |           | Semifinaler Først til fire gevinster eller bedst af 20 partier | Semifinaler Først til fire gevinster eller bedst af 20 partier | Semifinaler Først til fire gevinster eller bedst af 20 partier |  |  | Finale Først til fem gevinster eller bedst af 24 partier | Finale Først til fem gevinster eller bedst af 24 partier | Finale Først til fem gevinster eller bedst af 24 partier |
|  |                                                                |                                                                |                                                                |           |           |                                                                |                                                                |                                                                |  |  |                                                          |                                                          |                                                          |
|  |                                                                | Anatolij Karpov                                                | 5½ (3)                                                         |           |           |                                                                |                                                                |                                                                |  |  |                                                          |                                                          |                                                          |
|  |                                                                | Lev Polugajevskij                                              | 2½ (0)                                                         |           |           |                                                                |                                                                |                                                                |  |  |                                                          |                                                          |                                                          |
|  |                                                                | Lev Polugajevskij                                              | 2½ (0)                                                         |           | Karpov    | 7 (4)                                                          |                                                                |                                                                |  |  |                                                          |                                                          |                                                          |
|  |                                                                |                                                                |                                                                |           | Karpov    | 7 (4)                                                          |                                                                |                                                                |  |  |                                                          |                                                          |                                                          |
|  |                                                                |                                                                | Spasskij                                                       | 4 (1)     |           |                                                                |                                                                |                                                                |  |  |                                                          |                                                          |                                                          |
|  |                                                                | Boris Spasskij                                                 | Spasskij                                                       | 4 (1)     | 4½ (3)    |                                                                |                                                                |                                                                |  |  |                                                          |                                                          |                                                          |
|  |                                                                | Boris Spasskij                                                 |                                                                |           | 4½ (3)    |                                                                |                                                                |                                                                |  |  |                                                          |                                                          |                                                          |
|  |                                                                | Robert Byrne                                                   | 1½ (0)                                                         |           |           |                                                                |                                                                |                                                                |  |  |                                                          |                                                          |                                                          |
|  |                                                                |                                                                |                                                                |           |           |                                                                |                                                                |                                                                |  |  |                                                          | Karpov                                                   | 12½ (3)                                                  |
|  |                                                                |                                                                |                                                                | Kortsjnoj | 11½ (2)   |                                                                |                                                                |                                                                |  |  |                                                          |                                                          |                                                          |
|  |                                                                | Viktor Kortsjnoj                                               | 7½ (3)                                                         |           |           |                                                                |                                                                |                                                                |  |  |                                                          |                                                          |                                                          |
|  |                                                                | Henrique Costa Mecking                                         | 5½ (1)                                                         |           |           |                                                                |                                                                |                                                                |  |  |                                                          |                                                          |                                                          |
|  |                                                                | Henrique Costa Mecking                                         | 5½ (1)                                                         |           | Kortsjnoj | 3½ (3)                                                         |                                                                |                                                                |  |  |                                                          |                                                          |                                                          |
|  |                                                                |                                                                |                                                                |           | Kortsjnoj | 3½ (3)                                                         |                                                                |                                                                |  |  |                                                          |                                                          |                                                          |
|  |                                                                |                                                                | Petrosian                                                      | 1½ (1)*   |           |                                                                |                                                                |                                                                |  |  |                                                          |                                                          |                                                          |
|  |                                                                | Tigran Petrosian                                               | Petrosian                                                      | 1½ (1)*   | 7 (3)     |                                                                |                                                                |                                                                |  |  |                                                          |                                                          |                                                          |
|  |                                                                | Tigran Petrosian                                               |                                                                |           | 7 (3)     |                                                                |                                                                |                                                                |  |  |                                                          |                                                          |                                                          |
|  |                                                                | Lajos Portisch                                                 | 6 (2)                                                          |           |           |                                                                |                                                                |                                                                |  |  |                                                          |                                                          |                                                          |

*) Petrosian opgav matchen før tid.

### Forhandlinger med Fischer
I 1973 foreslog Fred Cramer, som var vicepræsident i FIDE, at man skulle indføre et nyt regelsæt for matcher. Ved matchen mellem Fischer og Boris Spasskij i 1972, havde man spillet bedst af 24 partier, men ikke mindst Fischer var imod, at man skulle kunne sejle i land på remiser, når man først var kommet foran. Cramers forslag gik ud på, at man skulle spille først til 10 gevinster, men hvor mesteren ville beholde titlen ved 9-9.
Dette forslag mødte en del modstand. Dels fordi en match kunne trække ud i det uendelige, og dels fordi forslaget betød, at udfordreren skulle vinde 10-8 – altså to partier mere den regerende mester, hvilket ville blive for stor en fordel for mesteren.
I alt kom Fischer med en liste på 179 krav, da man nåede frem til FIDEs kongres i Nice, Frankrig i juni 1974. Her blev det besluttet, at sige ja til de fleste af kravene, bl.a. forslaget om først til 10 gevinster, men FIDE satte 36 som det maksimale antal partier og afviste 9-9 reglen. Fischer skrev den 27. juni i et telegram til FIDE-kongressen, at hans krav var ultimative, og at han derfor afgav sin VM-titel.
FIDE afholdt bl.a. takket være Ed Edmondson fra United States Chess Federation, som forhandlede på vegne af Fischer, en ekstraordinær kongres i Osterbek, Holland i marts 1975, hvor man gik med på at fjerne begrænsningen på antallet af partier, men med 35 stemmer imod 32 sagde man stadig nej til 9-9 reglen. Fischer afviste at spille, og Karpov blev den 3. april 1975 erklæret for verdensmester uden kamp.
Der kom senere forsøg på at stable en match på benene imellem Karpov og Fischer. Florencio Campomanes, der senere blev FIDE-præsident, havde gode forbindelser til Fischer og 3 mio. dollars i ryggen fra Filippinernes præsident Ferdinand Marcos. Der blev ført hemmelige forhandlinger mellem Karpov og Fischer i Tokyo. Fischer startede med at spørge "Hvorfor forlader du ikke Sovjetunionen?". Trods denne start var forhandlingerne seriøse, men Fischer insisterede på, at de skulle spille om det "professionelle verdensmesterskab", hvilket, Karpov vidste, ikke ville blive godkendt af Sovjetunionen.

### Spekulationer om matchen Fischer-Karpov
Anatolij Karpov skriver i sine erindringer, Karpov on Karpov: Memoirs of a Chess World Champion fra 1992, at han følte det som et stort tab, at matchen mod Fischer aldrig blev til noget, "...som hvis et barn var blevet lovet et stykke legetøj, og det så blev taget fra ham i sidste øjeblik". Han tror dog ikke, at Fischer ville have spillet under nogen omstændigheder. 
Der er udbredt uenighed om, hvem der ville have vundet, men Garri Kasparov, som var den der tog verdensmesterskabet fra Karpov i 1985, mener, at Fischer, som ikke havde spillet offentligt siden matchen mod Spasskij, var rusten og muligvis bange for Karpov, som ifølge Kasparovs analyser i forbindelse med hans bogserie My Great Predecessors spillede en anden type skak end f.eks. Kortsjnoj eller Spasskij. Efter hans opfattelse ville det have været afgørende, hvordan matchen kom i gang. Hvis Fischer kunne stå imod i længere tid, ville han efter Kasparovs opfattelse efterhånden have genvundet så meget spillestyrke, at han ville kunne slå Karpov.
Bobby Fischer afgav skriftligt sin VM-titel, men fastholdt privat, at han fortsat var verdensmester, da han aldrig var blevet besejret. Den amerikanske skakstormester Nigel Davies mener, at Fischer ville være blevet anset for verdensmester, hvis han havde spillet matcher uden for FIDE-regi. I stedet krøb Fischer i skjul fra offentligheden og fortsatte sin pause fra skak frem til han i 1992 spillede en revanchematch mod Boris Spasskij i Jugoslavien, hvor han krævede, at den blev annonceret som en match om verdensmesterskabet, selv om Garri Kasparov var verdensmester hos FIDE.